# Kissane
Kissane (àrab كيسان) és una comuna rural de la província de Taounate de la regió de Fes-Meknès. Segons el cens de 2014 tenia una població total de 13.390 persones.